# Slade

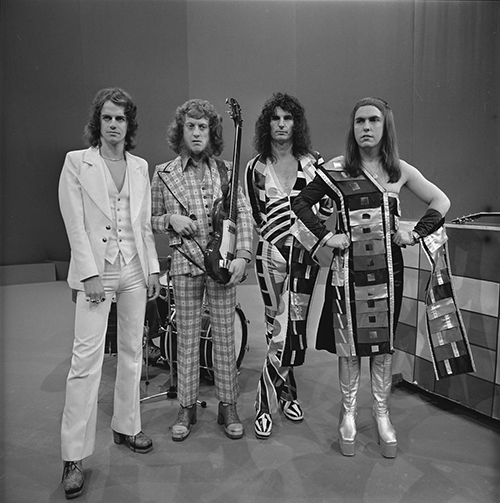
A Slade 1974-ben

A Slade egy angol együttes, amely 1969-ben alakult.

## Története
A Slade skinhead zenekaraként indult a hatvanas években. Az eredeti felállás zenészei, Dave Hill (gitár), Noddy Holder (ének, gitár), Jimmy Lea (basszusgitár, billentyűs) és Don Powell (dob) maguk is követték a bőrfejűek divatját: Kopaszra nyírt fej, fekete szegecselt bőrruhák, bakancs. A Slade először kis klubokban lépett fel, és hamarosan a helyi fiatalok kedvenc együttese lett. Koncertjeiken gyakori volt a balhé, a verekedés, ami nemcsak skinhead rajongóiknak, hanem a zenekar agresszív előadásmódjának, szabadszájú dalszövegeinek, és nem utolsósorban Noddy Holder elképesztően erős hangjának  volt a következménye. (Holdert annyira jó rockénekesnek tartották, hogy Bon Scott halála után az AC/DC komolyan fontolgatta, hogy vele folytatják pályafutásukat. A felkérést azonban Noddy Holder elutasította, mondván, hogy az ő zenekara a Slade, más zenekarban nem kíván muzsikálni.)
Midland után London East End negyedében léptek fel, a Speakeasy és Rasputin's Clubban, ahol felfigyelt rájuk Chas Chandler menedzser, az Animals együttes volt basszusgitárosa, aki pénzt látott a társaságban. Szerződést kötve velük gyökeresen átalakíttatta a zenekar kinézetét: hajukat megnövesztve, csillogó jelmezekbe öltöztetve adták elő új számaikat. Chandler legzseniálisabb húzása viszont az volt, hogy a selyembe-bársonyba öltöztetett zenekar a diszkógömbök fényénél is ugyanazt a nyers, vad, szabadszájú külvárosi rockzenét játszotta, mint a kezdeti időkben. Holder vérfagyasztó hangja, a vad, lendületes szerzemények a lemezeken is nagy sikert arattak. (A Slade alkalmazta ismét azt a régi amerikai-néger szokást, hogy a számok címét nem a hivatalos helyesírással, hanem fonetikusan, kiejtés szerint írták le, például: Cum on Feel the Noize - Tak Me Bak 'Ome - Gudbuy T'Jane) Merry Xmas Everybody című kislemezükből 1973-ban két és félmillió példányt adtak el. 1973-ban európai, 1974-ben amerikai koncertturnén vettek részt. A Slade 1972-74 között hat Nr.1 slágerrel és két Nr.1 albummal büszkélkedhetett, és akadt olyan kritikus, aki a Lea-Holder szerzőpárost Lennon-McCartneyhoz hasonlította.
Az évek múltával a zenekar népszerűsége egyre csökkent, azonban hosszú kihagyások után még a nyolcvanas években is visszakapaszkodtak a slágerlistákra, köszönhetően az olyan albumoknak mint a "We'll Bring The House Down" vagy a zseniális "The Amazing Kamikaze Syndrome" - az ezen hallható "Run Runaway" és "My Oh My" című számokkal végül 1984-ben sikerült betörniük az amerikai piacra is.
A Slade 1992-ig játszott az eredeti felállásban, ezt követően 1993-tól Slade II néven folytatta működését.

## Tagok

### Eredeti felállás
- Dave Hill (gitár)
- Noddy Holder (ének, gitár)
- Jimmy Lea (basszusgitár, zongora)
- Don Powell (dob)

## Nagylemezek
- Beginnings (1969)
- Play It Loud (1970)
- Slayed? (1972)
- Slade Alive (1972)
- Sladest (1973)
- Old, New, Borrowed And Blue (1974)
- Slade In Flame (1975)
- Nobody's Fools (1976)
- Whatever Happened To Slade (1977)
- Slade Alive 2. (1978)
- Return To Base (1979)
- We'll Bring The House Down (1981)
- Till Deaf Do Us Apart (1981)
- Slade On Stage (1982)
- The Amazing Kamikaze Syndrome (1983)
- Rogues Gallery (1985)
- Crackers (1985)
- You Boyz Make Big Noize (1987)
- Wall Of Hits (1991)
- The Slade Collection (1993)
- Radio Wall Of Sound (1995)
- The Story Of Slade (1995)
- Feel The Noise (1997)